# Павел Гутька
Павел Гутька (чеськ. Pavel Huťka; нар. 28 лютого 1949) — колишній чеський тенісист.
Найвищу одиночну позицію світового рейтингу — 103 місце досяг 31 грудня 1978 року.
Найвищим досягненням на турнірах Великого шолома було 3 коло в одиночному розряді.

## Фінали Гран-прі за кар'єру

### Парний розряд: 2 (0–2)
| Результат | W/L | Дата     | Турнір                    | Покриття | Партнер         | Суперники                        | Рахунок            |
| --------- | --- | -------- | ------------------------- | -------- | --------------- | -------------------------------- | ------------------ |
| Поразка   | 0–1 | Чер 1977 | Берлін, Західна Німеччина | Ґрунт    | Владімір Зеднік | Ганс Гільдемайстер Белус Прахокс | не грали, поділили |
| Поразка   | 0–2 | Лип 1978 | Кіцбюель, Австрія         | Ґрунт    | Павел Сложил    | Майк Фішбах Кріс Льюїс           | 7–6, 4–6, 3–6      |

## Титули на челленджерах

### Парний розряд: (2)
| Ранг | Рік  | Турнір                | Покриття | Партнер       | Суперники                          | Рахунок            |
| ---- | ---- | --------------------- | -------- | ------------- | ---------------------------------- | ------------------ |
| 1.   | 1980 | Целль-ам-Зее, Австрія | Ґрунт    | Їржі Гржебець | Вейн Песко Дейв Сіглер             | 3–6, 7–5, 7–6, 6–2 |
| 2.   | 1981 | Бара, Іспанія         | Ґрунт    | Їржі Гржебець | Анхель Хіменес Хайро Веласко стар. | 7–5, 4–6, 9–7      |